# St. Blasii und Marien (Fredelsloh)

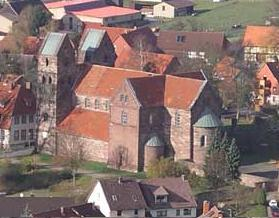
Kirche St. Blasii und Marien

Die evangelisch-lutherische Kirche St. Blasii und Marien in Fredelsloh, einem Ortsteil von Moringen im Landkreis Northeim von Niedersachsen, ist eine ursprünglich romanische, ehemalige Klosterkirche und ein Baudenkmal.

## Geschichte

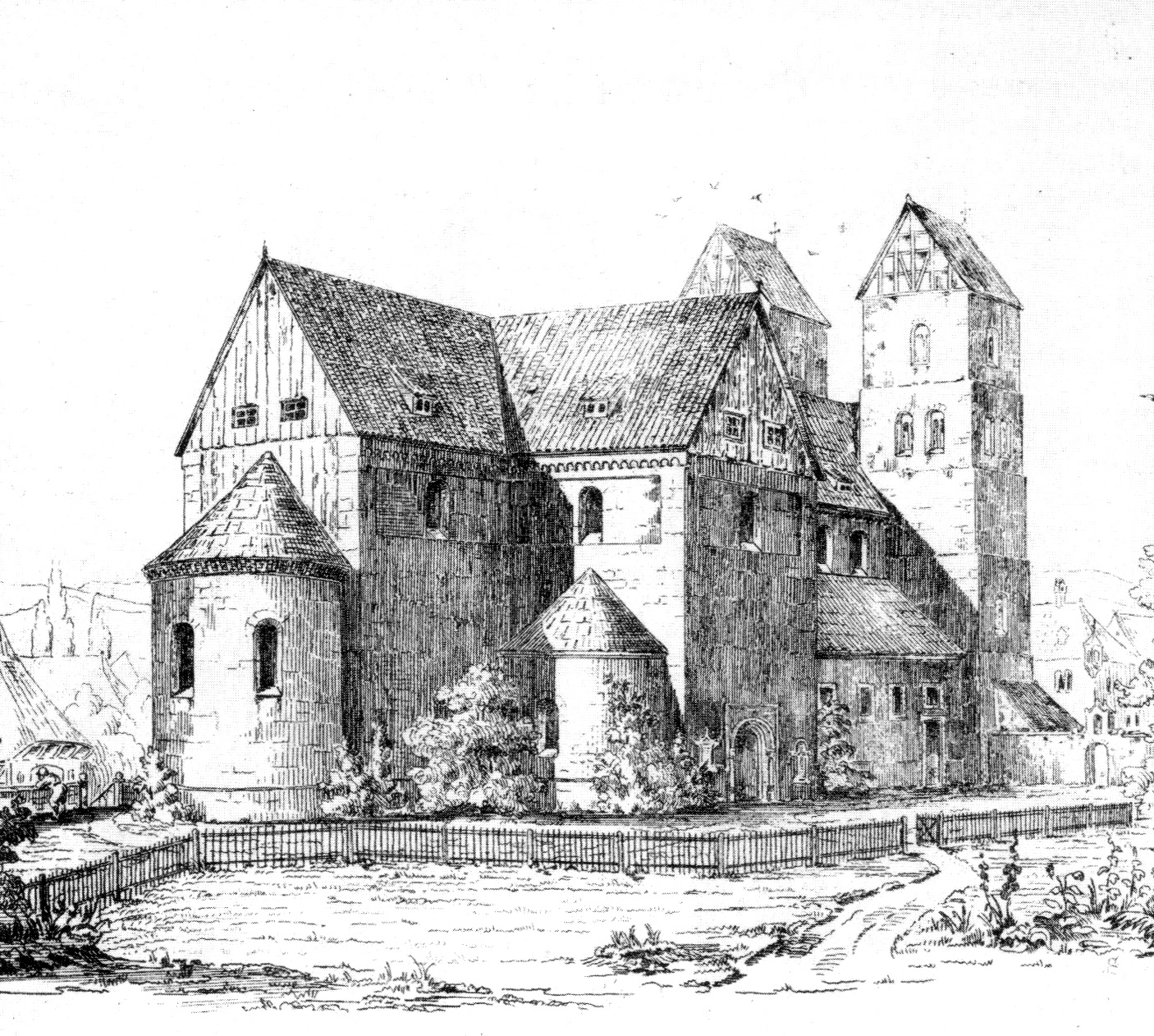
St. Blasii und Marien vor der Rekonstruktion der Schiff- und Turmgiebel (Stich von Conrad Wilhelm Hase, 1882)

Die Kirche ist das einzige erhaltene Gebäude einer ehemals umfangreichen Klosteranlage aus dem 12. Jahrhundert. Der Mainzer Erzbischof Adalbert I. hatte 1132 das Augustiner-Chorherren-Stift mit dem Patrozinium des heiligen Blasius gegründet. Stiftskirche und Konventsgebäude entstanden in den folgenden Jahrzehnten. Die Stiftung durch den Mainzer Erzbischof war auch dadurch motiviert, dass Fredelsloh damals an der Grenze des Erzbistums Mainz lag, während fast der gesamte Solling dem Hochstift Paderborn unterstand. Mainz versuchte damit, einem eventuellen Vordringen Paderborns zuvorzukommen, und stattete das neue Stift mit enormem Grundbesitz und Einkünften aus. So bestätigte 1138 Erzbischof Adalbert II. die Gründung seines Vorgängers und übertrug ihr mehrere Zehnte.
Noch in der Bauphase, zwischen 1144 und 1146, wurde die Anlage um einen weiblichen Konvent zum Doppelkloster erweitert. Die Kirche erhielt eine Nonnenempore mit separatem Zugang. Damals dürfte das Zweitpatrozinium der Gottesmutter hinzugekommen sein. Mit einer Urkunde von 1146 nahm Papst Eugen III. das Chorherren- und Frauenstift unter Propst Bertram in Fredelsloh in seinen Schutz und bestätigte dessen Besitzungen, vor allem die beiden 1142 übertragenen Kirchen in Stöckheim und Markoldendorf. Darüber hinaus gewährte er die freie Propstwahl. Weitere aus dem 12. Jahrhundert überlieferte Urkunden bezeugen Schutzmaßnahmen, erteilt 1153 von König Friedrich I. und 1155 von Erzbischof Arnold von Mainz. Letzterer übertrug dem Konvent zudem die Seelsorge in zwei neuangelegten Dörfern und überließ ihm den dortigen Zehnt.
Für das 13. Jahrhundert sind die Grafen von Dassel als Vögte bezeugt. Gegen Ende des 13. Jahrhunderts verließen die Stiftsherren das Kloster. Ein Brand im Jahr 1290 verursachte schwere Schäden an Teilen der Klosteranlage. Die folgenden Jahrhunderte waren von wirtschaftlichem und kulturellem Niedergang geprägt.

1542 wurde im Fürstentum Calenberg von Herzogin Elisabeth die Reformation durchgeführt. Das Kloster St. Blasii und Marien wurde dem welfischen Klosterfonds (heute Klosterkammer Hannover) zugeführt und bestand als evangelisches Damenstift bis zum Dreißigjährigen Krieg. Die letzte urkundliche Bezeugung einer Stiftsdame stammt aus dem Jahr 1660.

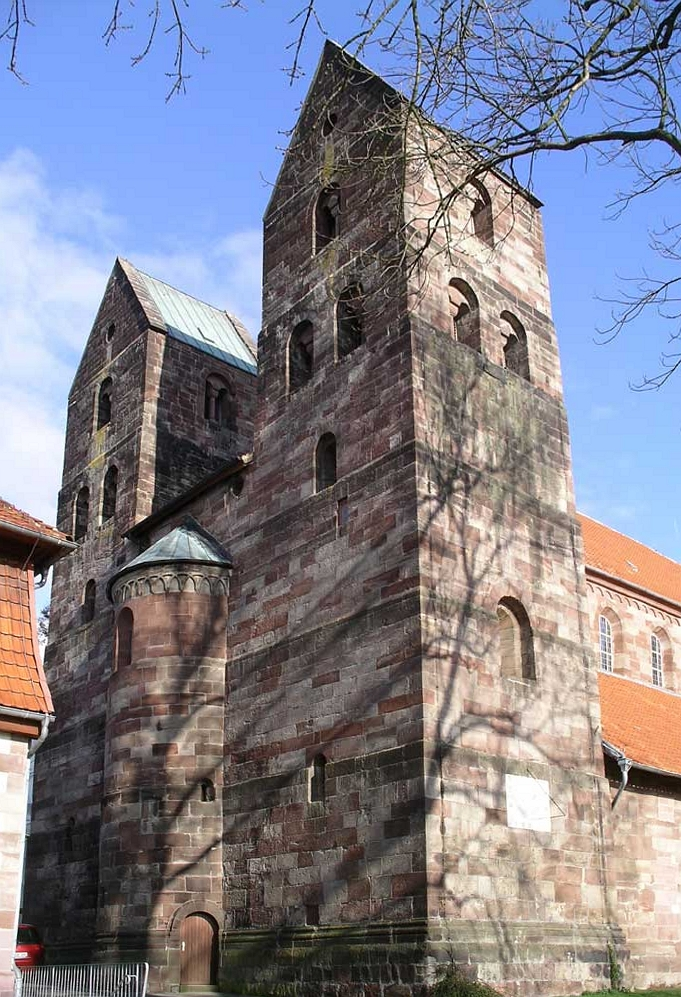
Turmfront mit Westapsis des Treppenhauses

Nach dem Ende des Stifts wurden die Konventsgebäude als Steinbruch verwendet und schließlich vollständig abgetragen. Da die kleine Dorfgemeinde kirchlich zu Moringen gehörte, nutzte man die Stiftskirche als Kornspeicher. Seit dieser Zeit ist der Westbau durch eine Wand vom übrigen Kirchenraum getrennt.
Seit der ersten Hälfte des 19. Jahrhunderts wurde die ruinöse ehemalige Stiftskirche von Wilhelm Mithoff, Conrad Wilhelm Hase und anderen als mittelalterliches Baudenkmal wiederentdeckt sowie erforscht und es begannen durchgreifende Instandsetzungen und Rekonstruktionen vor allem am Außenbau.
Im 20. Jahrhundert wurde St. Blasii und Marien von der zum Kirchenkreis Leine-Solling gehörenden Kirchengemeinde Leine-Weper wieder in gottesdienstlichen Gebrauch genommen. Ihre heutige Innengestaltung erhielt die Kirche bei einer tiefgreifenden Restaurierung durch den Eigentümer Klosterkammer Hannover in den Jahren von 1968 bis 1973. 2005 wurden Schäden an den Fugen der Türme festgestellt. Die aus diesem Grund 2013 begonnene Restaurierung wurde 2015 abgeschlossen.

## Architektur
Die äußere Gestalt der Kirche ist aus Wesersandstein errichtet. Der dreischiffigen geosteten Basilika mit Querhaus sind im Westen zwei quadratische Türme mit Satteldach vorgesetzt. Den rechteckigen Ostchor schließt eine halbhohe Apsis. Zwei kleinere Apsiden befinden sich an den Ostseiten der Querhausarme in Verlängerung der Seitenschiffe. Der Bauschmuck beschränkt sich auf Bogenfriese unter den Dachtraufen und wandgliedernde Gesimse. Das heutige Hauptportal befindet sich am nördlichen Querhausarm.
Eine architekturgeschichtliche Besonderheit ist der halbe Treppenturm, der wie eine Westapsis zwischen den Türmen eingefügt ist und über eine Wendeltreppe Zugang zur Nonnenempore gab. Bei einem späteren Umbau wurde der Nonnenchor durch eine Galerie ersetzt, die die Wendeltreppe mit den Türmen verbindet. Der Einbau dieser „verdeckten Doppelwendeltreppe“ wird in das 13. Jahrhundert datiert, in einen Zeitraum also, in dem regionale Landesherren wie Ludolf II. von Dassel von Kreuzzügen zurückgekommen waren. Derartige Treppen waren sonst nur im Orient verbreitet.

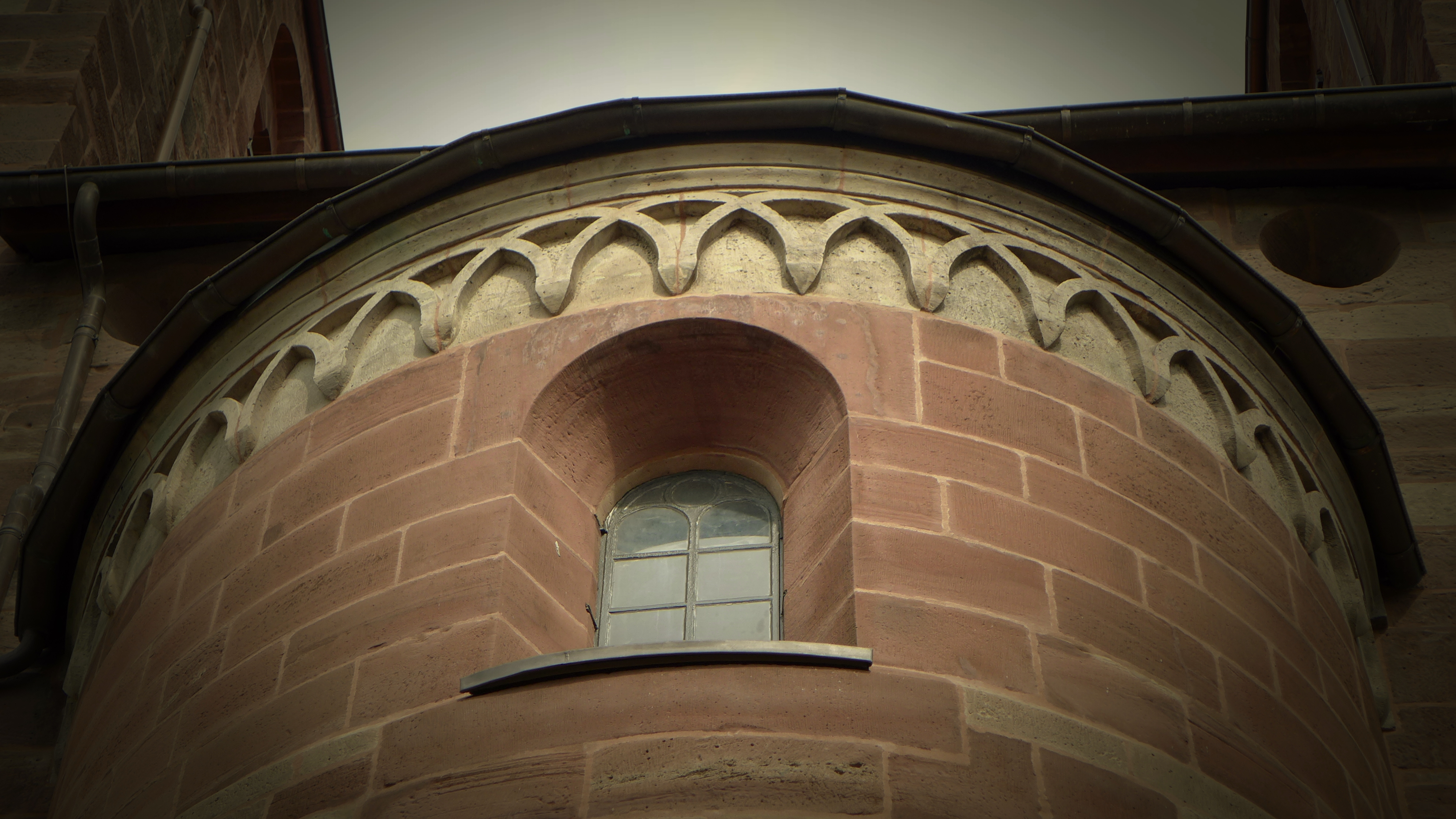
Doppelbogenfries der Westapsis

Diese Westapsis ist außen mit einem Doppelbogenornament verziert. Ein in dieser Weise verschlungener Bogenfries ist im norddeutschen Raum selten; weitere Vorkommen sind die Kirche des Klosters Jerichow und die Kirche in Mandelsloh.
Das Mittelschiff wird westlich von der Emporenwand abgeschlossen. Sie besteht aus drei durch Arkaden gebildete Geschossen mit, von – unten nach oben – zwei, drei und vier Arkadenbögen, die die Neun Chöre der Engel symbolisieren sollen. Vergleichsbauten in Altsachsen weisen nur zwei Arkadengeschosse auf mit Ausnahme der Michaeliskirche Hildesheim.

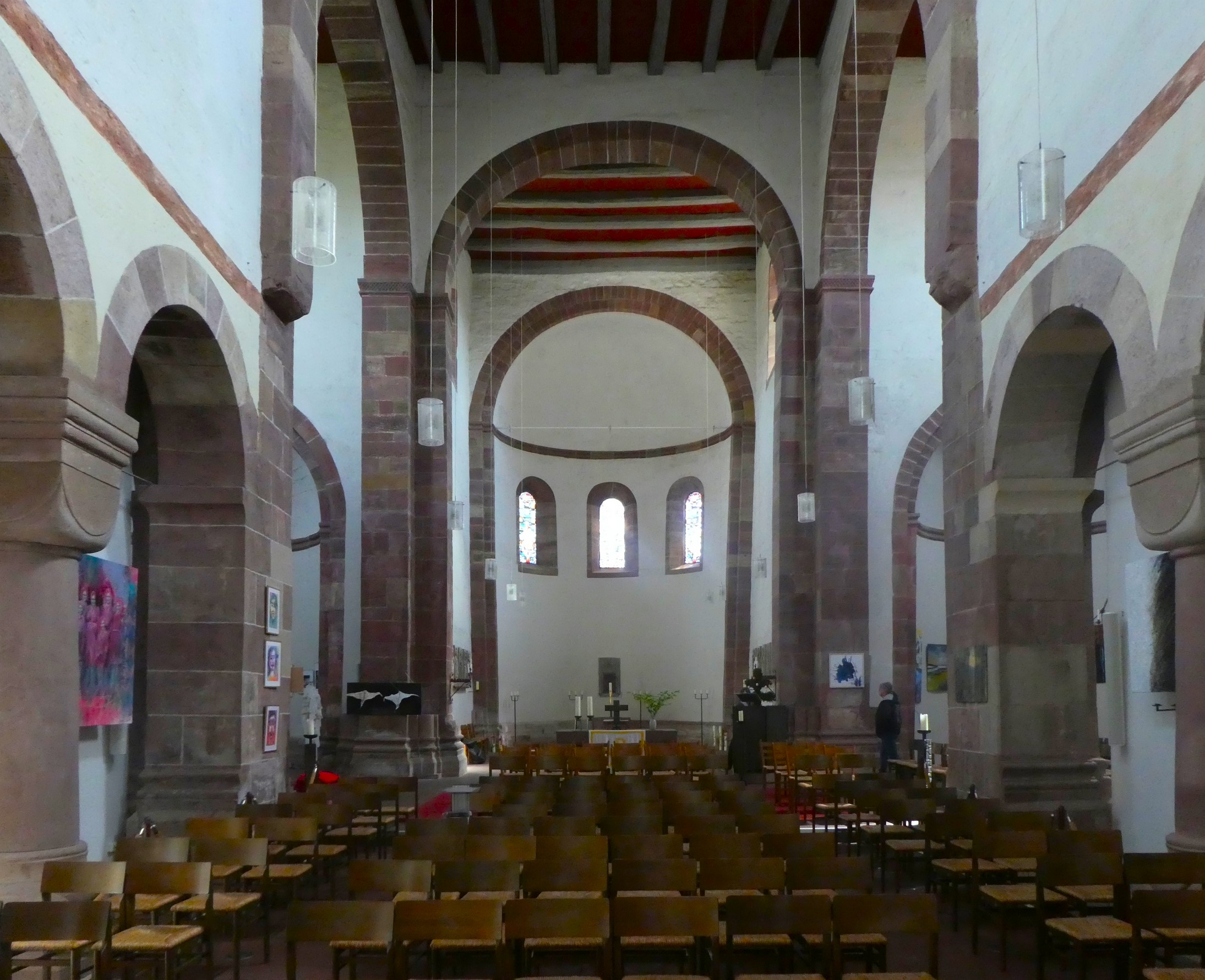
Blick im Innern nach Osten Richtung Vierung und Hauptapis

Im 17. Jahrhundert wurde der Kirchenraum auf Vierung, Chor und Querhaus verkleinert, indem auf den mittelalterlichen Kanzellettner, der die Westseite der Vierung markierte, eine Fachwerkwand gesetzt wurde. Als sich wegen des sandigen Erdbodens eine leichte Südneigung des Gebäudes abzeichnete, wurden um 1730 zusätzliche Strebepfeiler angebaut. Um 1850 wurde der mittelalterliche Lettner mit der aufgesetzten Wand entfernt und eine Stützmauer vor die Emporenwand gesetzt. Die Wirkung des Innenraums bleibt dadurch weiterhin beeinträchtigt und der Westbau ist nur über den Westeingang zugänglich.
Der regelmäßige Stützenwechsel von Säulen und Pfeilern wurde bei Reparaturarbeiten nach dem Brand von 1290 verändert, als einige Säulen durch Pfeiler ersetzt wurden. 

## Ausstattung

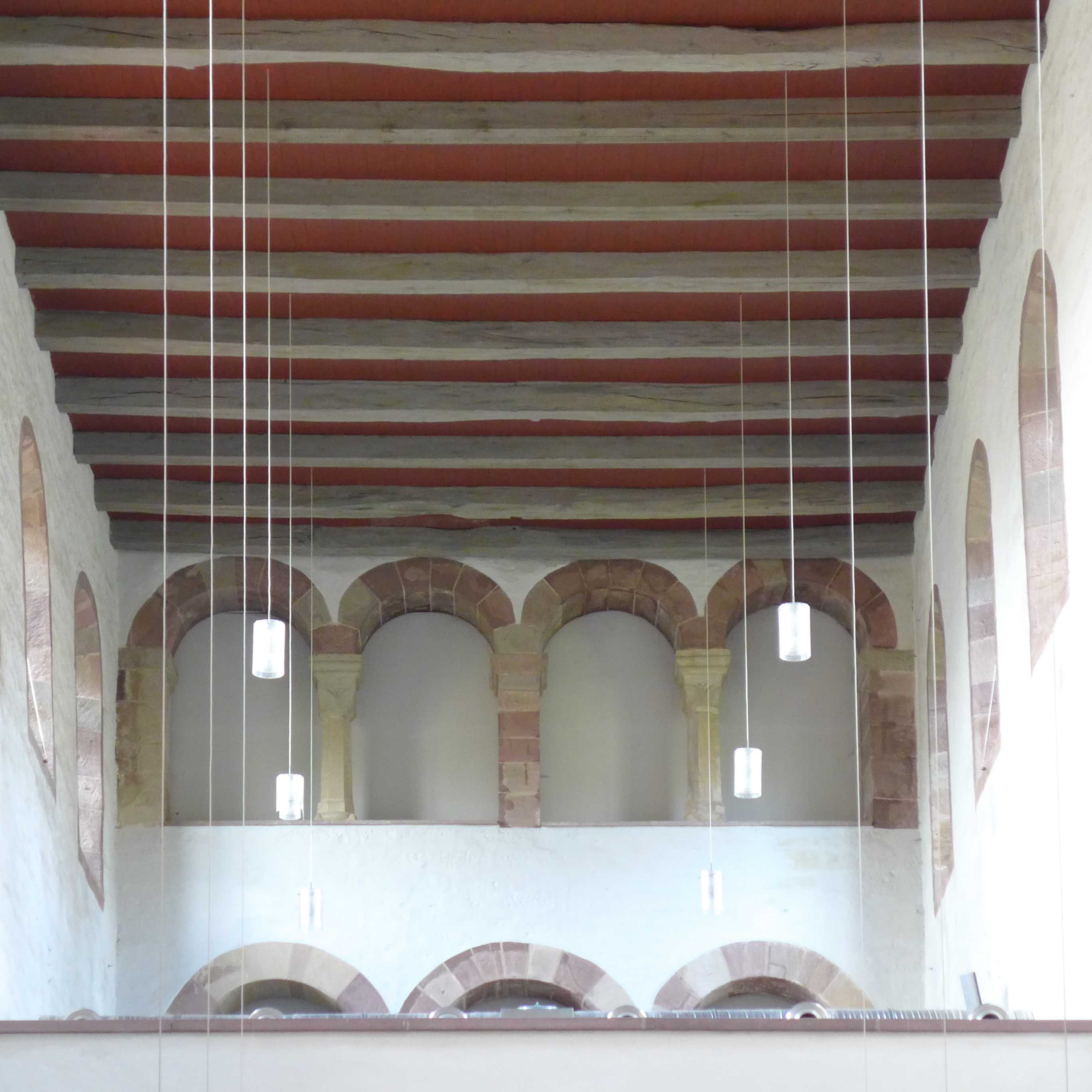
Sogenannte Engelsempore

### Glocken
Pommersche Glocke
In der Fredelsloher Klosterkirche befindet sich im Südturm eine Glocke, die aus dem Jahr 1736 stammt und durch die Wirren des Zweiten Weltkriegs in den kleinen südniedersächsischen Ort gekommen ist. Sie wiegt etwa 300 Kilogramm und wird als Tauf- und Stundenglocke benutzt. Laut Inschrift wurde das Stück von der Glockengießerei Scheel in Stettin für den Ort Parlin im Kreis Naugard in Hinterpommern hergestellt, der heute Parlino heißt und zur polnischen Landgemeinde Stara Dąbrowa (Alt Damerow, Powiat Stargardzki) gehört. Die Glocke sollte wegen ihres Bronzegehalts im Zweiten Weltkrieg für Rüstungszwecke eingeschmolzen werden. Deswegen wurde sie nach Hamburg gebracht, wo sie aber – vermutlich wegen ihres hohen Alters – nicht dem Einschmelzen zum Opfer fiel. Nach dem Kriegsende lagerte sie mit vielen anderen noch nicht eingeschmolzenen Glocken in Hamburg auf dem Glockenfriedhof. Wie die meisten anderen Exemplare aus den ehemaligen deutschen und nun polnischen Gebieten wurde sie nicht an den Ursprungsort zurückgebracht. Auch die Gemeinde in Fredelsloh musste eine Glocke aus der Klosterkirche zum Einschmelzen abliefern. Erst 1952 sorgte der damalige Landessuperintendent Franz Wiebe (Northeim) mit der Glocke aus Parlin für Ersatz.
Weitere Glocken
Neben der pommerschen Glocke, die den Ton h' aufweist, hängen im Turm eine 1924 von der am Galgenberg (Hildesheim) ansässigen Firma Radler gegossene Glocke mit Ton a' und eine 1958 angeschaffte große Glocke mit Ton fis' der Glockengießer-Familie Schilling.

### Orgel
2017 wurde eine elektronische Orgel mit 3 Manualen und 60 Registern installiert. Sie ersetzte eine veraltete rund 40 Jahre genutzte elektronische Orgel. Eine zuvor bis um 1970 vorhandene Pfeifenorgel von Philipp Furtwängler & Söhne aus 1889 ist nicht erhalten.

### Weitere Ausstattung
Im Chor befinden sich zwölf Apostelreliefs aus dem 14. Jahrhundert. Zudem befindet sich dort ein steinernes romanisches Taufbecken. Die Buntglasfenster stammen aus den 1970er Jahren und enthalten Darstellungen der beiden Schutzpatrone der Kirche, des Christusmonogramms sowie mit Kelch und Brotkorb Symbole für das Abendmahl Jesu. In den Querhausarmen hängen zwei eiserne Kronleuchter als seltene Überbleibsel der Hase-Kirchausstattung der 1880er Jahre.

### Reliquienschatz
Das Stift Friedelsloh besaß einst einen wertvollen Reliquienschatz, der über Reformationsumgestaltungen und Kriege hinweg bewahrt und während des Dreißigjährigen Krieges von der letzten Domina in zwei Laden in das sichere Einbeck gerettet wurde. Johannes Letzner hatte die Reliquien zuvor schon im 16. Jahrhundert beschrieben, die damals „in der Kapelle an dem Quellbrunnen“ aufbewahrt wurden, wo nach Letzner „ein großer Zulauff gewesen, dabei auch grosse Wunder und Zeichen geschehen sind“. Zu den verehrten Reliquien zählten die Hüfte des Lazarus, ein Stock von Josefs Esel aus Bethlehems Stall, einige Steine, auf denen Jesus bei seiner Versuchung in der Wüste gestanden hat, Späne und Erde aus dem Garten Gethsemane, ein Stück vom Schweißtuch Christi, etwas vom Haar und der Milch Mariens, der Stab des Petrus usw. Am Kostbarsten gewesen seien eine Heilig Blut-Reliquie sowie „eine Fliege in einem schönen Cristalen glase eingefasset“, die den bekehrten Schächer Dismas am Kreuz gestochen hatte. Ein Teil der Reliquien gelangte 1652 zurück ins Kloster und wurde noch 1774 in einer Beschreibung aufgezählt.